# David Výborný
David Výborný (Jihlava, 22 gennaio 1975) è un ex hockeista su ghiaccio ceco.

## Palmarès

### Olimpiadi
- Bronzo a Torino 2006.

### Mondiali
- Oro a Austria 1996.
- Oro a Norvegia 1999.
- Oro a Russia 2000.
- Oro a Germania 2001.
- Oro a Austria 2005.
- Argento a Lettonia 2006.
- Bronzo a Finlandia 1997.
- Bronzo a Svizzera 1998.